# Klar för strid
Klar för strid (norska: Klar til strid) är en norsk dokumentärserie. Serien vars första säsong består av 10 avsnitt hade premiär på NRK den 2 januari 2023. Serien visas på SVT Play med start 3 april 2024.

## Handling
I serien följs en grupp norska ungdomar som precis ryckt in för att göra sin värnplikt. För rekryterna vid Setermoen väntar hård disciplin, blöta strumpor och slitgöra.

## Mederkande (i urval)
- Helga Bones - berättare

- Alexandra Ruud

- Bjørn Joar Nesset